# Eusebio da San Giorgio
Eusebio da San Giorgio, ou Eusebio di Jacopo di Cristoforo da San Giorgio, (Pérouse, v. 1470 - après  1539) est un peintre italien au début du XVIe siècle.

## Biographie
Eusebio da San Giorgio est  un peintre italien de la Renaissance. Né à Pérouse, il était un élève du Pérugin.
Eusebio da San Giorgio est documenté en 1507, comme associé de Pintoricchio pour la réalisation d'un retable pour l'église Sant'Andrea à Spello.
En 1509 il est documenté comme un membre éminent de l'« Arte dei Pittori », la Guilde des peintres de Pérouse. 
En 1520, il loue un atelier à son nom propre sur la Piazza del Sopramura. Documenté pour la dernière fois en 1539, il est mort à une date inconnue.

## Œuvres
- Retable (1512), église paroissiale, Matelica.
- Adoration des rois mages (1505), retable, Cappella degli Oddi, église sant'Agostino (maintenant conservée à la Galerie nationale de l'Ombrie, Pérouse[2].
- Annonciation (1507) fresque, Saint François recevant les stigmates, cloître de San Damiano, Assise.
- Étude de la tête de la Vierge, pierre noire, département des arts graphiques, musée du Louvre, France.
- Saint Jean-Baptiste avec sa croix dans un paysage,
- Saint Bernardin de Sienne,